# Campionati mondiali di nuoto in vasca corta 2024 - 400 metri misti maschili
La gara dei 200 metri misti maschili dei campionati mondiali di nuoto in vasca corta 2024 si è svolta il 14 dicembre 2024 presso la Duna Aréna di Budapest.

## Podio
| Pos.    | Atleta           | Nazione     |
| ------- | ---------------- | ----------- |
| Oro     | Il'ja Borodin    | NAB         |
| Argento | Carson Foster    | Stati Uniti |
| Bronzo  | Alberto Razzetti | Italia      |

## Record
Prima della manifestazione il record del mondo (RM) e il record dei campionati (RC) erano i seguenti.
|  | 3'54"81 | Daiya Seto  | 20 dicembre 2019 Las Vegas |
|  | 3'55"50 | Ryan Lochte | 16 dicembre 2010 Dubai     |

Durante la competizione non sono stati migliorati record.

## Programma
| Data             | Ora   | Turno    |
| ---------------- | ----- | -------- |
| 14 dicembre 2024 | 9:28  | Batterie |
| 14 dicembre 2024 | 18:42 | Finale   |

## Risultati

### Batterie
| Pos. | Batteria | Corsia | Atleta               | Nazionalità   | Tempo   | Note |
| ---- | -------- | ------ | -------------------- | ------------- | ------- | ---- |
| 1    | 3        | 8      | Max Litchfield       | Gran Bretagna | 4'00"37 | Q    |
| 2    | 3        | 4      | Il'ja Borodin        | NAB           | 4'01"28 | Q    |
| 3    | 4        | 9      | Tristan Jankovics    | Canada        | 4'02"01 | Q    |
| 4    | 4        | 2      | Carson Foster        | Stati Uniti   | 4'02"11 | Q    |
| 5    | 4        | 4      | Alberto Razzetti     | Italia        | 4'02"18 | Q    |
| 6    | 3        | 5      | Kaito Tabuchi        | Giappone      | 4'03"85 | Q    |
| 7    | 4        | 6      | Trenton Julian       | Stati Uniti   | 4'03"96 | Q    |
| 8    | 3        | 6      | Apostolos Papastamos | Grecia        | 4'04"24 | Q    |
| 9    | 4        | 5      | Daiya Seto           | Giappone      | 4'05"45 |      |
| 10   | 4        | 3      | David Schlicht       | Australia     | 4'05"63 |      |
| 11   | 3        | 1      | Robert Badea         | Romania       | 4'06"42 |      |
| 12   | 3        | 0      | Cedric Büssing       | Germania      | 4'06"73 |      |
| 13   | 2        | 6      | Dominik Török        | Ungheria      | 4'06"80 |      |
| 14   | 4        | 1      | Gábor Zombori        | Ungheria      | 4'07"25 |      |
| 15   | 3        | 7      | Jakub Bursa          | Rep. Ceca     | 4'08"02 |      |
| 16   | 3        | 3      | Huang Zhiwei         | Cina          | 4'08"87 |      |
| 17   | 2        | 3      | Fu Kun-ming          | Taipei cinese | 4'09"36 |      |
| 18   | 2        | 4      | Marius Toscan        | Svizzera      | 4'10"39 |      |
| 19   | 3        | 2      | Darius Coman         | Romania       | 4'10"78 |      |
| 20   | 4        | 0      | Richárd Nagy         | Slovacchia    | 4'11"09 |      |
| 21   | 2        | 0      | Jarod Arroyo         | Porto Rico    | 4'11"55 |      |
| 22   | 1        | 5      | Jaouad Syoud         | Algeria       | 4'11"71 |      |
| 23   | 4        | 8      | Samuel Lewis Brown   | Nuova Zelanda | 4'12"33 |      |
| 24   | 2        | 2      | Heorhii Lukashev     | Ucraina       | 4'12"44 |      |
| 25   | 1        | 4      | Nguyễn Quang Thuấn   | Vietnam       | 4'12"94 |      |
| 26   | 3        | 9      | Jack Cassin          | Irlanda       | 4'12"96 |      |
| 27   | 2        | 1      | Zackery Tay          | Singapore     | 4'13"98 |      |
| 28   | 2        | 8      | Daniil Giourtzidis   | Grecia        | 4'14"07 |      |
| 29   | 1        | 3      | Juraj Barčot         | Croazia       | 4'14"51 |      |
| 30   | 4        | 7      | He Yubo              | Cina          | 4'14"55 |      |
| 31   | 1        | 1      | Kristaps Miķelsons   | Lettonia      | 4'16"73 |      |
| 31   | 2        | 5      | Belhassen Ben Miled  | Tunisia       | 4'16"73 |      |
| 33   | 1        | 2      | Oliver Durand        | Namibia       | 4'16"99 |      |
| 34   | 1        | 6      | Matheo Mateos        | Paraguay      | 4'17"95 |      |
| 35   | 2        | 7      | Tan Khai Xin         | Malaysia      | 4'18"63 |      |
| 36   | 2        | 9      | Kian Keylock         | Sudafrica     | 4'23"22 |      |
| 37   | 1        | 7      | Sam Williamson       | Bermuda       | 4'23"25 |      |
| 38   | 1        | 8      | Hussaine Taha        | Oman          | 4'36"34 |      |

### Finale
| Pos.    | Corsia | Atleta               | Nazionalità   | Tempo   | Note |
| ------- | ------ | -------------------- | ------------- | ------- | ---- |
| Oro     | 6      | Il'ja Borodin        | NAB           | 3'56"83 |      |
| Argento | 6      | Carson Foster        | Stati Uniti   | 3'57"45 |      |
| Bronzo  | 2      | Alberto Razzetti     | Italia        | 3'58"83 |      |
| 4       | 7      | Kaito Tabuchi        | Giappone      | 4'00"43 |      |
| 5       | 5      | Max Litchfield       | Gran Bretagna | 4'00"50 |      |
| 6       | 3      | Tristan Jankovics    | Canada        | 4'00"57 |      |
| 7       | 8      | Apostolos Papastamos | Grecia        | 4'04"26 |      |
| 8       | 1      | Trenton Julian       | Stati Uniti   | 4'05"81 |      |